# Neyruz
Neyruz är en ort och kommun i distriktet Sarine i kantonen Fribourg, Schweiz. Kommunen hade 2 875 invånare (2023).